# Landesmusikakademie Sondershausen

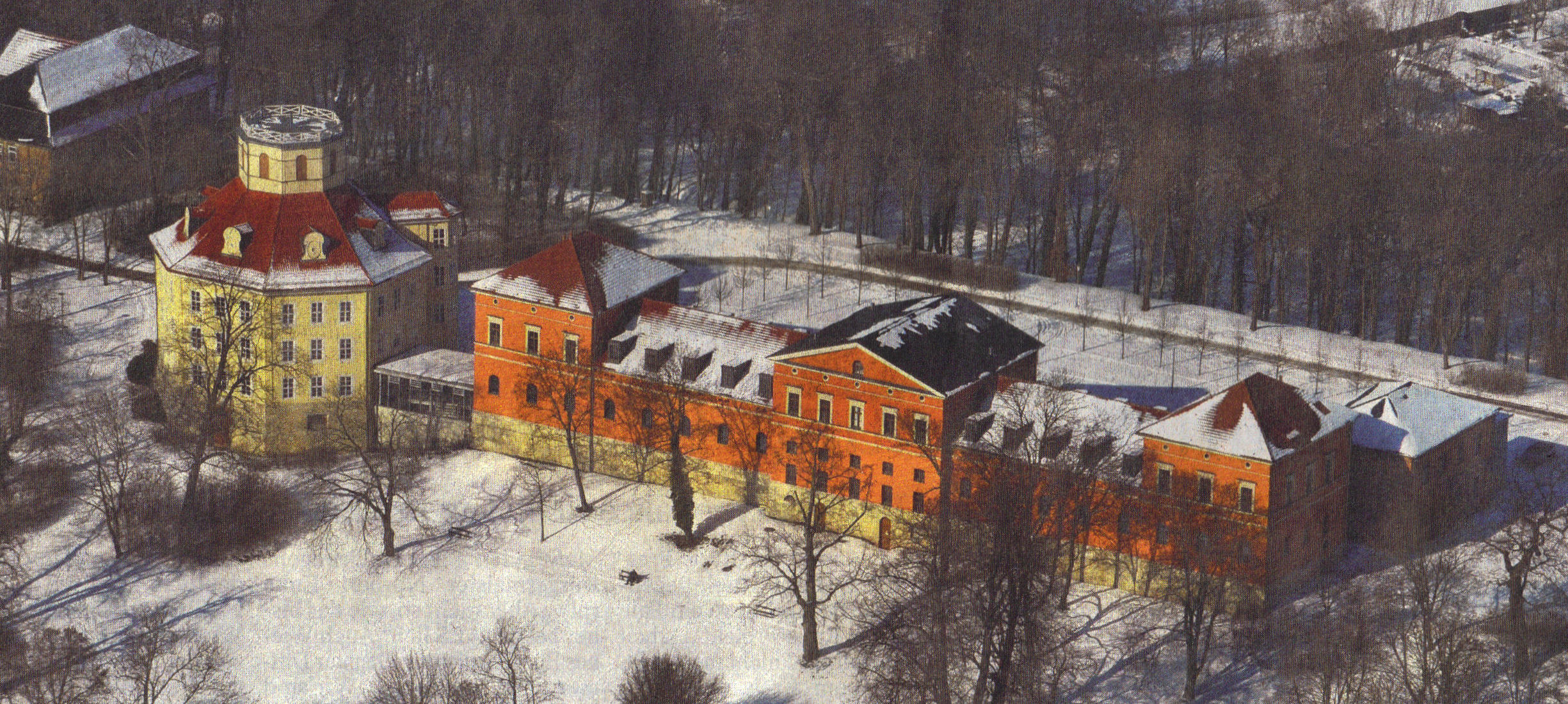
Der Landesmusikakademiekomplex in Sondershausen

Die Thüringer Landesmusikakademie Sondershausen ist eine seit 2005 bestehende landeszentrale Einrichtung für die musikalische Aus-, Fort- und Weiterbildung sowie ein Tagungsort für Musiktreibende, für musikalische Laien und Nachwuchsmusiker auf dem Gelände des Residenzschlosses der Stadt Sondershausen.
Die Akademie führt hierbei die Tradition Sondershausens fort, die auf das Wirken des Loh-Orchesters, der Musiker und Komponisten Max Bruch, Max Reger und Franz Liszt sowie das 1883 von Carl Schroeder gegründete Musik-Konservatorium zurückgeht. Die Akademie ist Mitglied im Arbeitskreis der Musikbildungsstätten Deutschland.

## Aufgaben

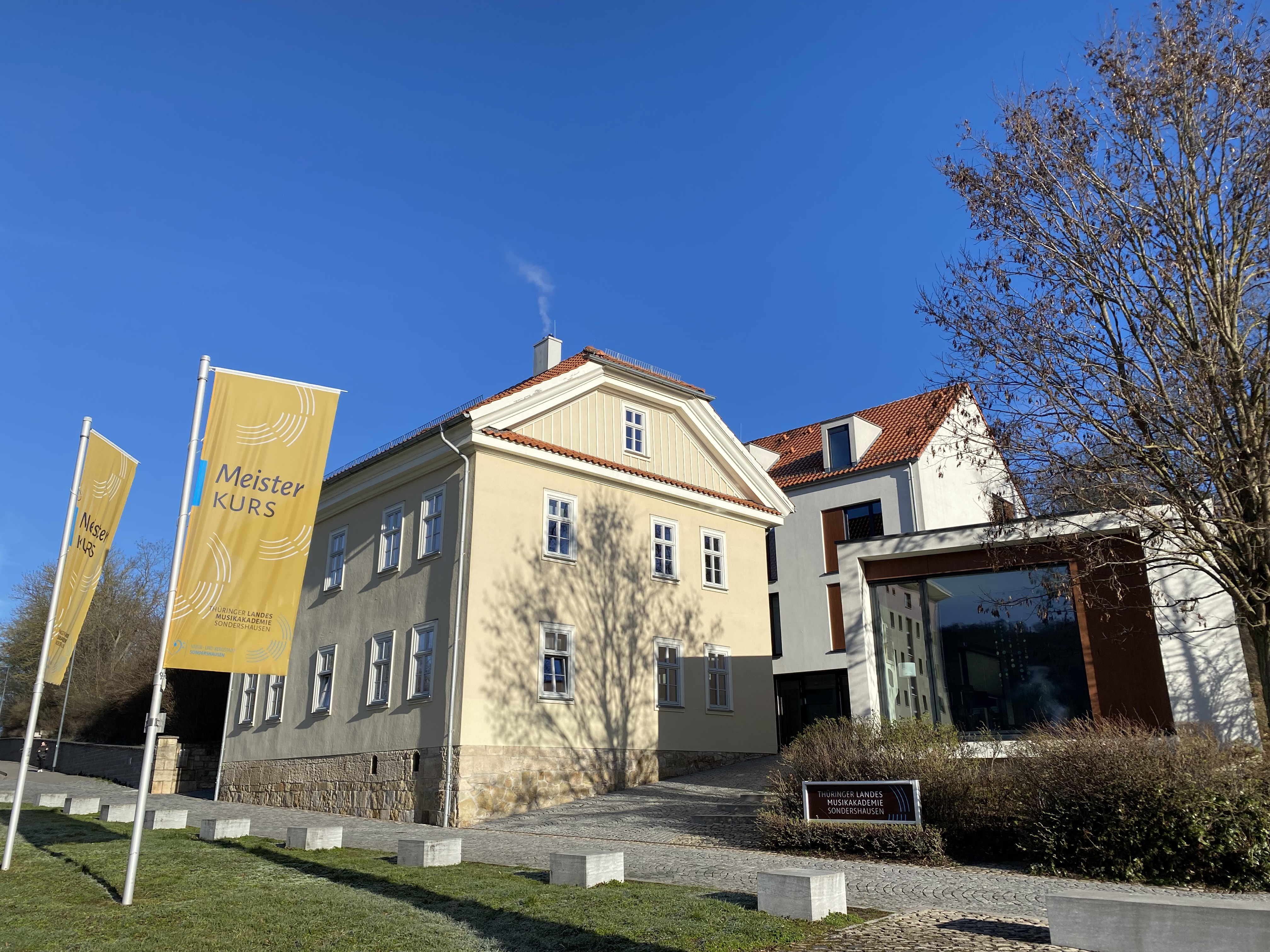
Das Verwaltungsgebäude der Akademie und das Gästehaus mit Café

Die Thüringer Landesmusikakademie Sondershausen ist als Thüringer Musikzentrum mit regionaler, landesweiter und internationaler Ausstrahlung:
- zentrale Aus-, Fort- und Weiterbildungsstätte für Musiker (Laien & Profis)
- Arbeitsort für musizierende Jugendensembles & die Thüringer Landesjugendensembles
- Fort- und Weiterbildungsstätte für Erzieher und Musikschullehrer in Thüringen
- Begegnungsstätte für Teilnehmer nationaler und internationaler Musiktagungen, Workshops, Lehrgänge und Seminare
- Austragungsort landesweiter Musikwettbewerbe
- Konzertveranstalter und Konzertpodium für junge Musiker (Konzertreihe Noten mit Dip)
- Anbieter musikalischer Workshops mit dem MusikMobil

## Beschreibung

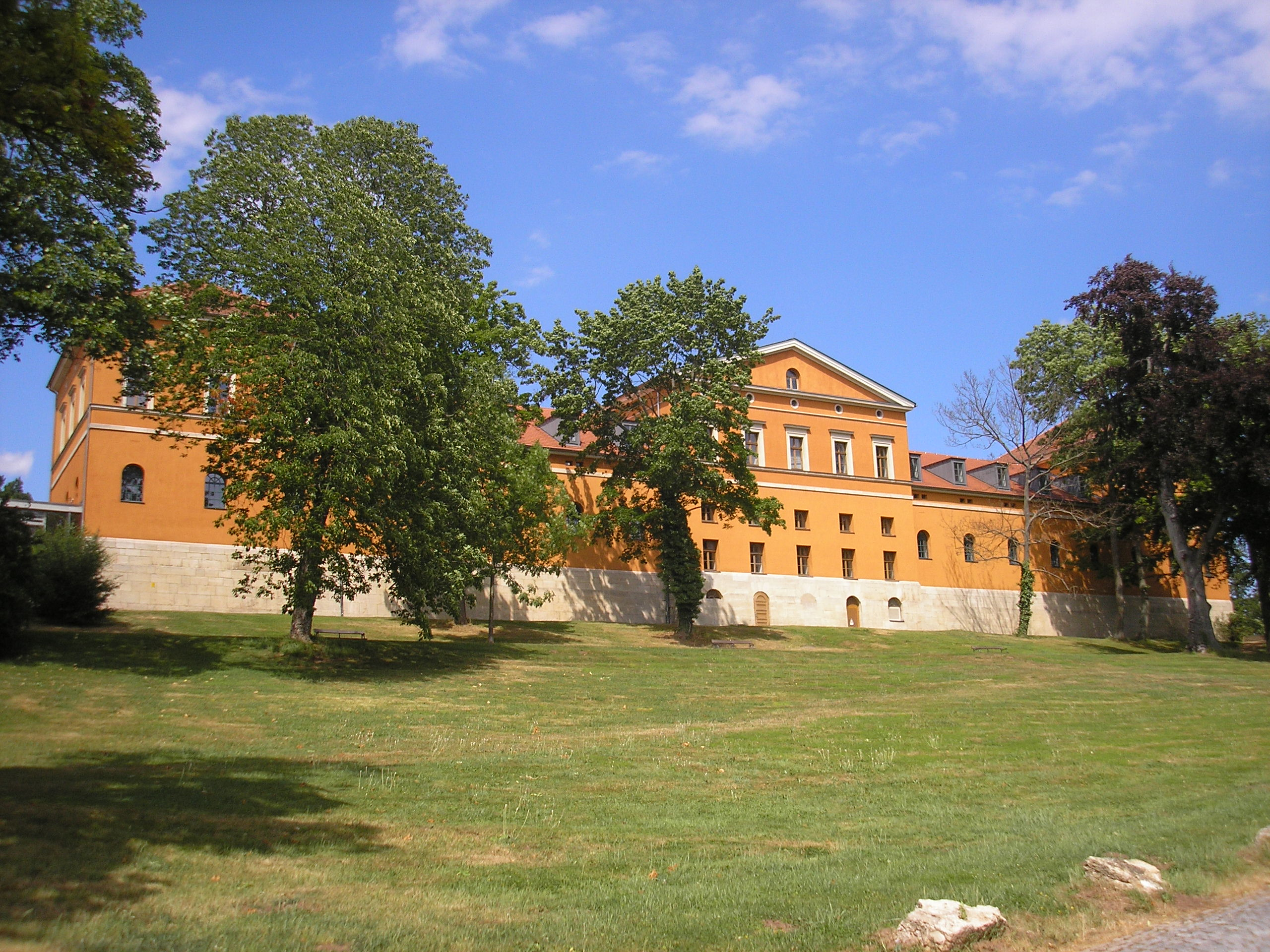
Der Marstall

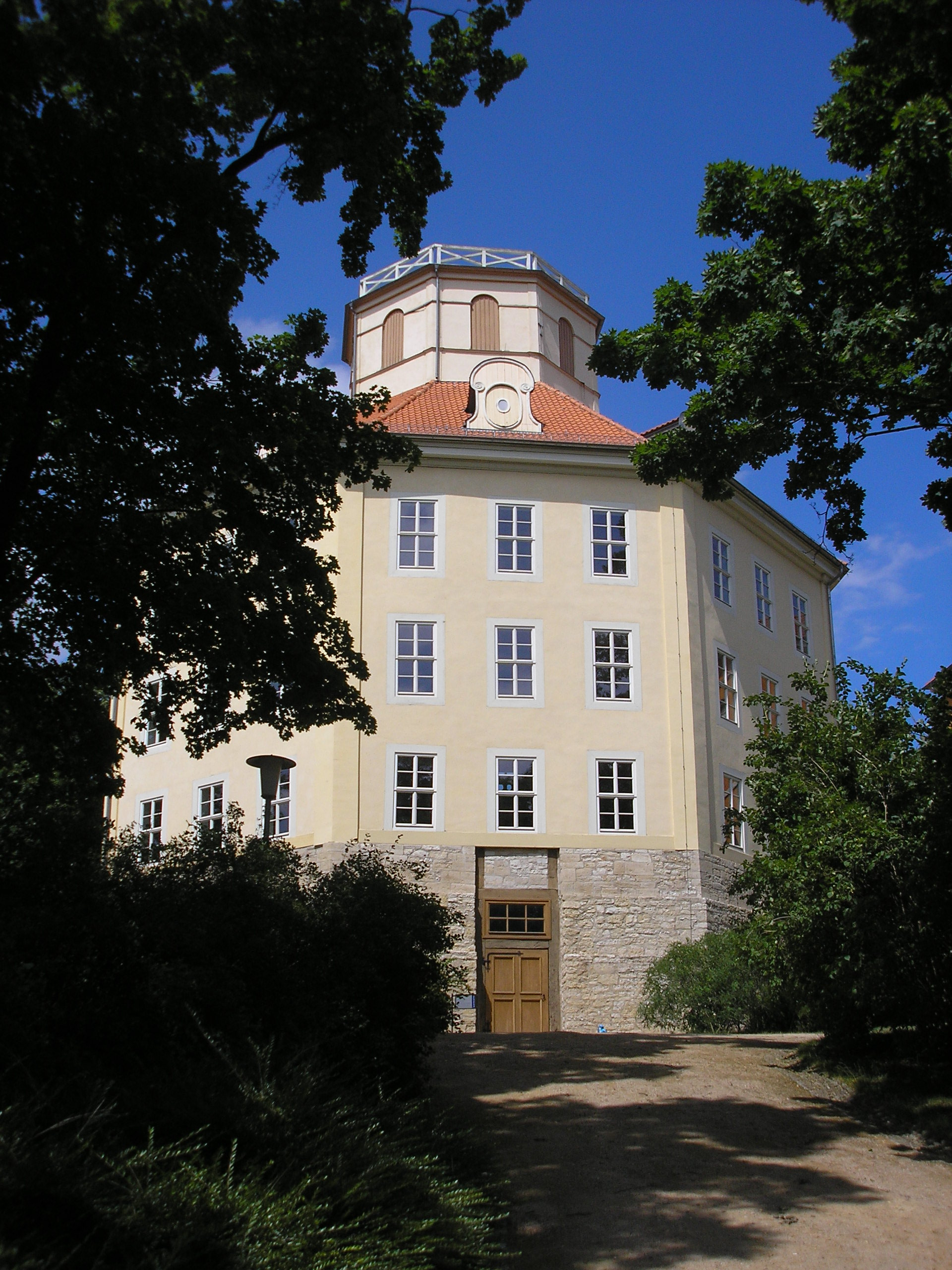
Das Achteckhaus mit Konzertsaal und Jazzkeller

Die Musikakademie befindet sich auf dem Gelände des Schlossparks und des Residenzschlosses des ehemaligen Fürstentums Schwarzburg-Sondershausen.
Die Einrichtung verfügt derzeit über fünf Gebäude – das ehemalige fürstliche Wagenhaus, der klassizistische Marstall und das Achteckhaus, das einen großen barocken Konzertsaal mit zwei umlaufenden Zuschauerrängen beinhaltet. Ende 2011 öffnete das Gästehaus mit 54 Betten und Cafeteria auf dem Campus. Das nebenstehende restaurierte Barockwohnhaus dient als Rezeption und Verwaltungsgebäude.
Im Marstall-Gebäude befinden sich zwei große Übungssäle für Ensembleproben, sieben Übungsräume für Kammermusik und individuelle Arbeit sowie zwei Konzert- und Performance-Säle für Endproben und Konzerte, die großen östlichen und westlichen Säulenhallen. In sämtlichen Räumlichkeiten stehen als Instrumentarium unter anderem Steinway & Sons-, Förster-, Steingräber- und Yamaha-Flügel, Blüthner-Klaviere, Schlagzeug und ein Kramer-Cembalo sowie Percussioninstrumente diverser Stilistiken (Orff-Instrumentarium, Latin Percussion) zur Verfügung.
Im Achteckhaus bietet die Akademie einen barocken Konzertsaal mit rund 300 Plätzen für Darbietungen des gesamten Ensembles. Darunter befindet sich ein Jazzkeller.
Für konzertnahe Arbeitsbedingungen oder auch für die Durchführung von Konzerten außerhalb der Akademie nutzen die Akademiebesucher weitere Konzertsäle der Stadt in unterschiedlichen Größen zu besonderen Konditionen. Dazu zählen der weltweit tiefstgelegene Konzertsaal im Kaliwerk Glückauf Sondershausen, die Festsäle und das Liebhabertheater im Schloss, die Aula des Geschwister-Scholl-Gymnasiums, die Trinitatiskirche und Open-Air-Bühnen im Schlosshof oder auf dem Lohplatz.

## Kooperationen
Die Thüringer Landesmusikakademie Sondershausen befindet sich in Trägerschaft des Landesmusikrat Thüringen und kooperiert mit dem Musikgymnasium Schloss Belvedere in Weimar, dem Institut für Musikpädagogik der Hochschule für Musik Franz Liszt Weimar, dem Rutheneum in Gera, dem Chorverband Thüringen und dem Verband der Musikschulen Thüringen und vielen weiteren Institutionen und Organisationen, die sich für das Kulturleben in Thüringen einsetzen. Sie kooperiert außerdem mit dem Sondershäuser Verband, einem Zusammenschluss von Studentenverbindungen aus Deutschland und Österreich mit musischem Prinzip.